# إلياس قسطنطين بيريرا فيلهو
إلياس قسطنطين بيريرا فيلهو (بالبرتغالية: Elias Constantino Pereira Filho‏) هو لاعب كرة قدم برازيلي في مركز الهجوم، ولد في 13 فبراير 1987 في كامبوس دوس غويتاكازس في البرازيل. لعب مع بوتافوغو ريغاتاس وجيانغسو سونينغ ونادي باهيا ونادي فيغورينسي.

## وصلات خارجية
- إلياس قسطنطين بيريرا فيلهو على موقع قاعدة بيانات كرة القدم.إي يو (الإنجليزية)
- إلياس قسطنطين بيريرا فيلهو على موقع Soccerway.com (الإنجليزية)
- إلياس قسطنطين بيريرا فيلهو على موقع عالم كرة القدم.نت (الإنجليزية)